# Martinsgöl
Martinsgöl är en sjö väster om Taberg i Jönköpings kommun i Småland och ingår i Motala ströms huvudavrinningsområde. Sjöns area är 0,019 kvadratkilometer och den befinner sig 211,8 meter över havet.